# 432 بارك أفينو
432 بارك افينو هو ناطحة سحاب في مانهاتن نيويورك، يبلغ ارتفاع تقريباً 1300 قدم (396 م) في 2011، تصدرت هيكل بها في 1396 قدم (426 م)،  تم تطويره من قبل كروب سي أي ام ويضم 104 شقة سكنية، بدأ البناء عام 2012 وانتهى في 23 ديسمبر 2015.

## الأرتفاع
432 بارك أفينو هو ثاني أطول مبنى في مدينة نيويوريك وبحلول منتصف عام 2018 سوف يكون 217 غرب شارع 57 و111 غرب شارع 57 يكون على ارتفاع مماثل. ويحتوي البرج على بصمة ما يقارب 33,000 قدم مربع . وقد تصدر المبنى رسمياً من يوم 10 أكتوبر 2014. مما جعله اعلى مبنى في المدينة.

## معرض الصور

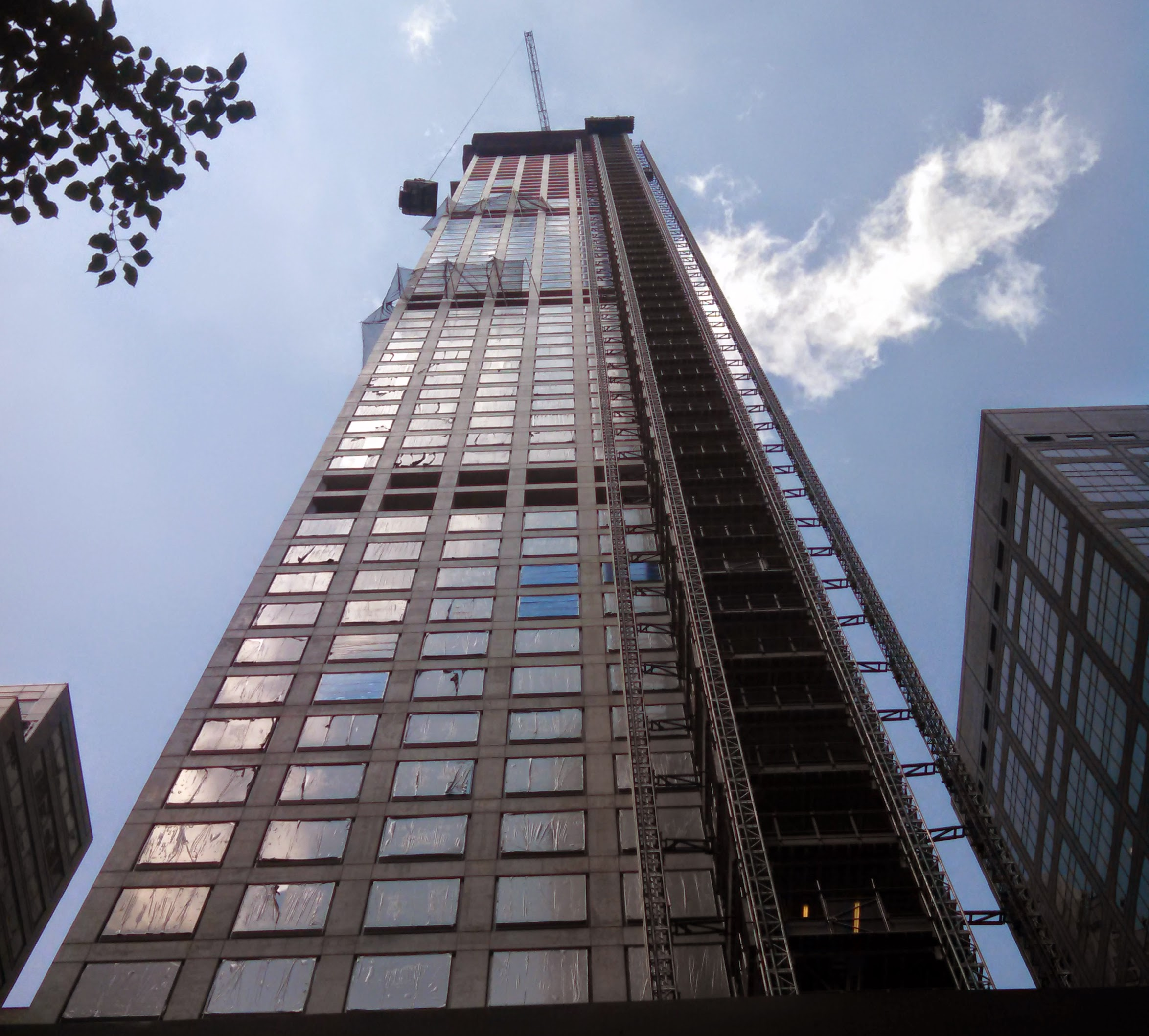
التقطت من شارع 56 في عام 2014 يوليو
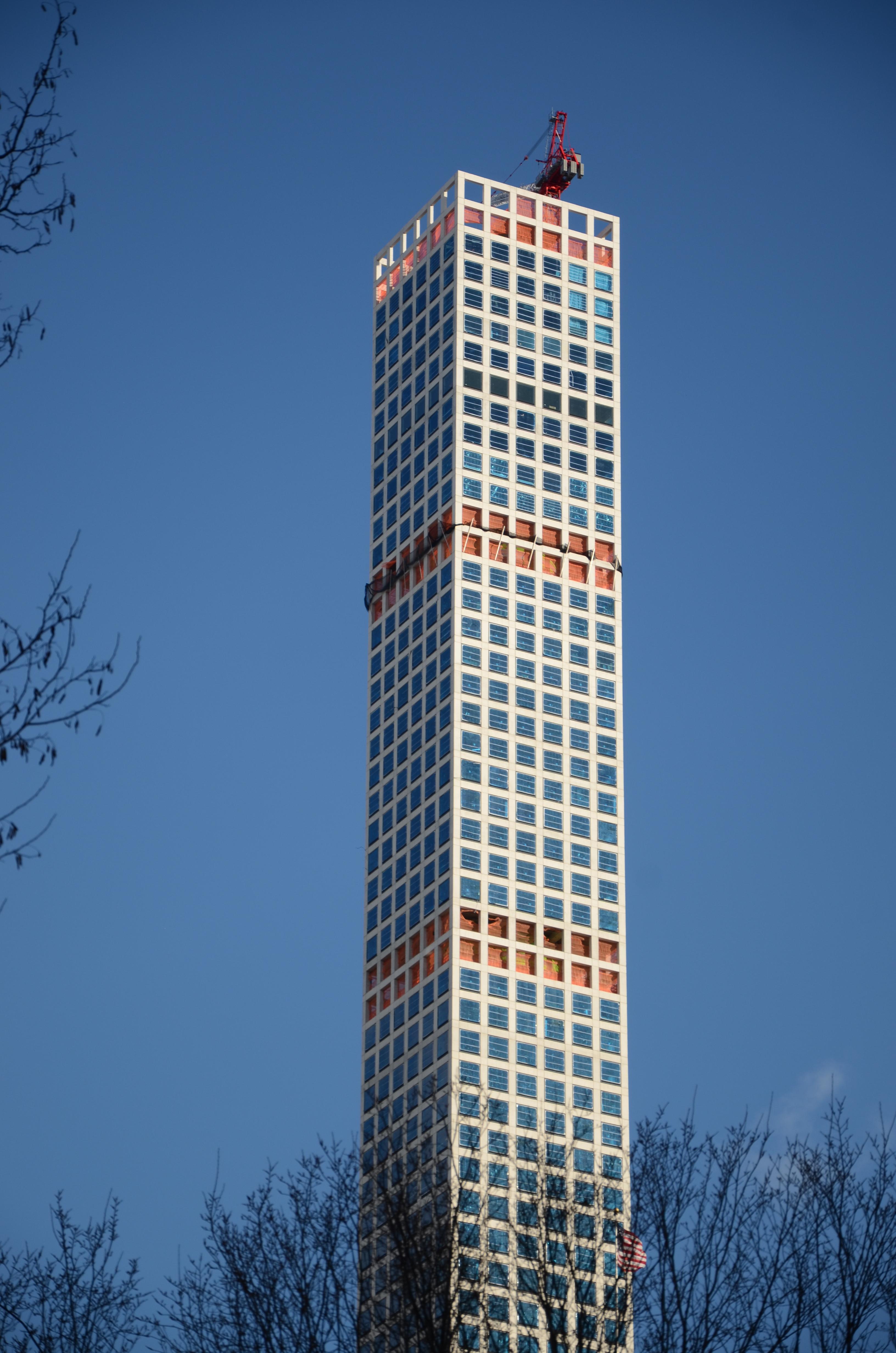
تحت الإنشاء في مارس 2015
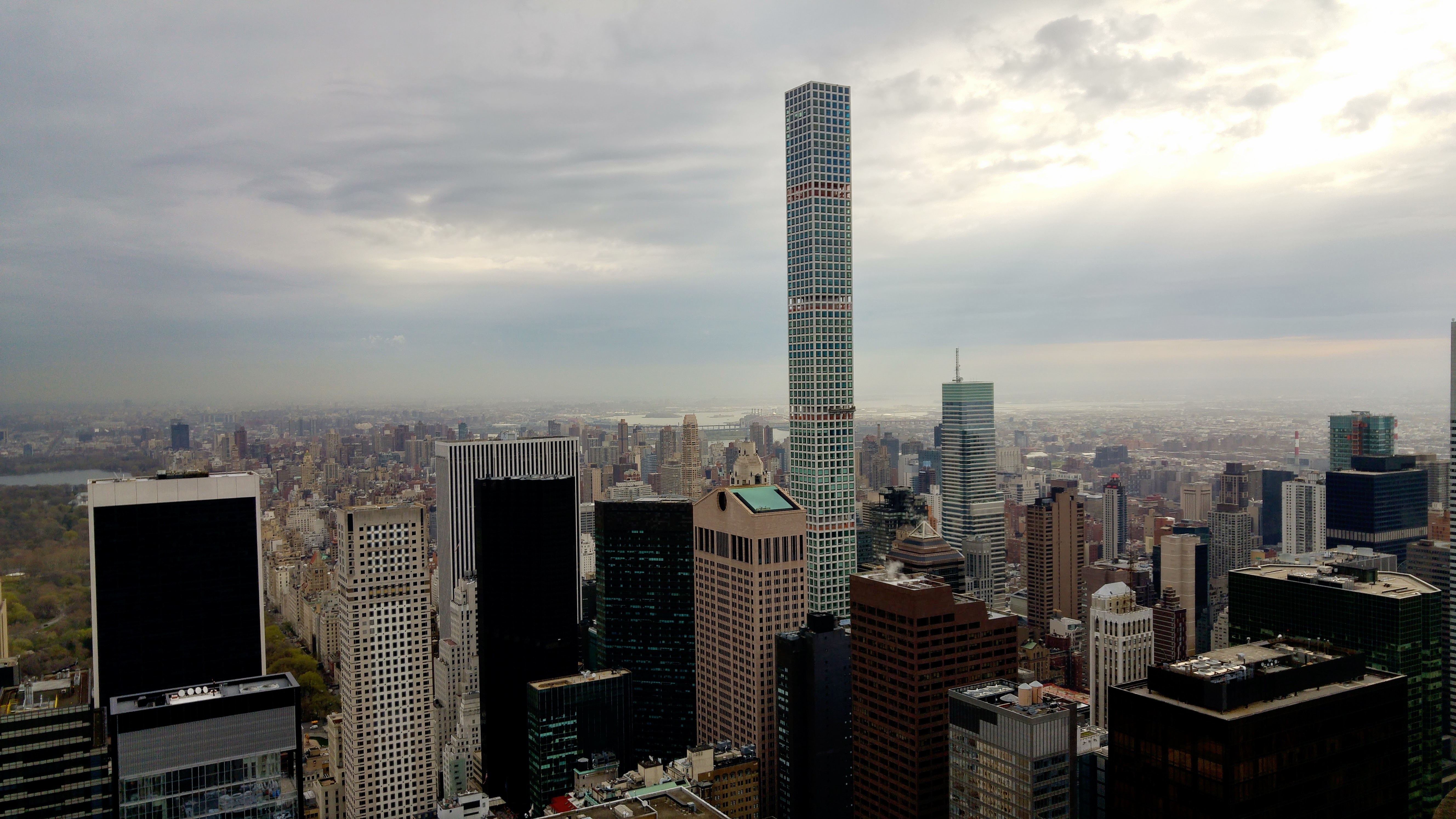
432 بارك افينو في ابريل 2016
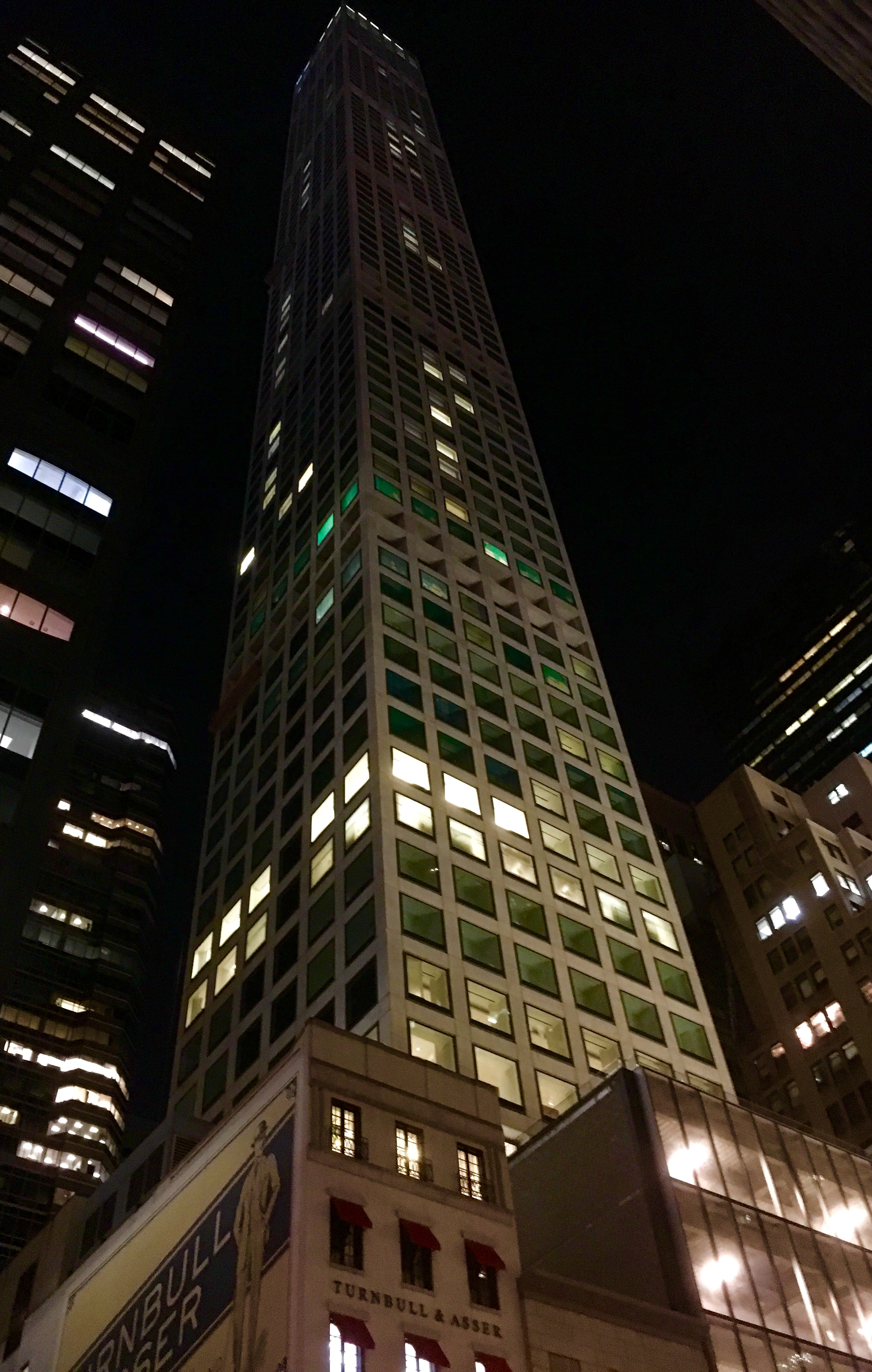
432 بارك افينو في الليل
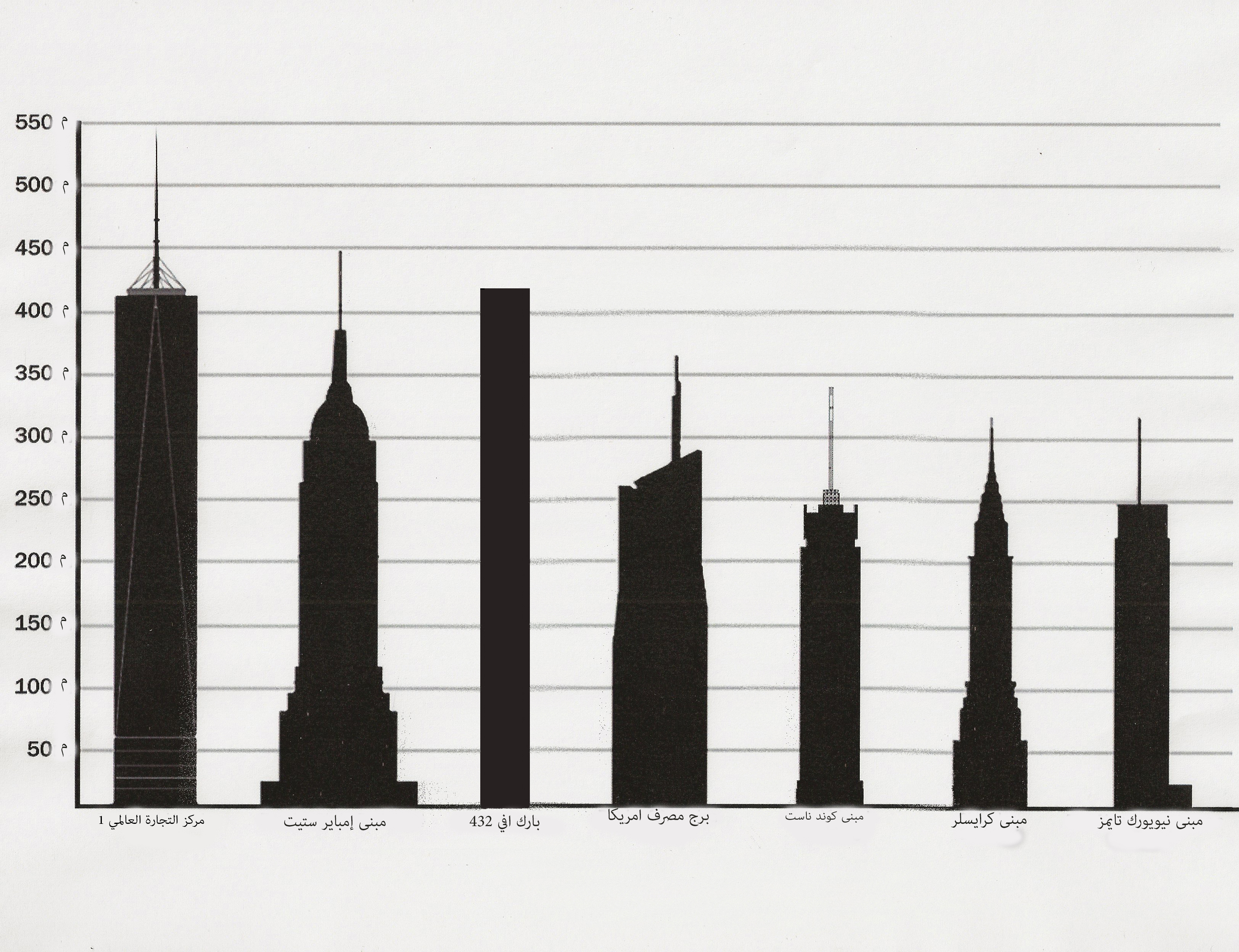
أطول المباني في مدينة نيويوريك من حيث ارتفاع القمة ويظهر مبنى بارك افينو في المركز الثالث

## انظر ايضاً
- قائمة أطول المباني في مدينة نيويورك
- مبنى إمباير ستيت